# Polyandrocarpa nivosa
Polyandrocarpa nivosa är en sjöpungsart som beskrevs av Sluiter 1898. Polyandrocarpa nivosa ingår i släktet Polyandrocarpa och familjen Styelidae. Inga underarter finns listade i Catalogue of Life.